# Průmyslová revoluce

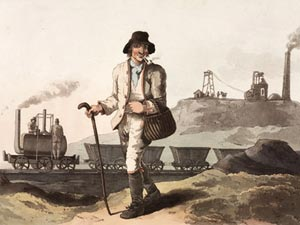
Horník nedaleko anglického Leedsu v roce 1814

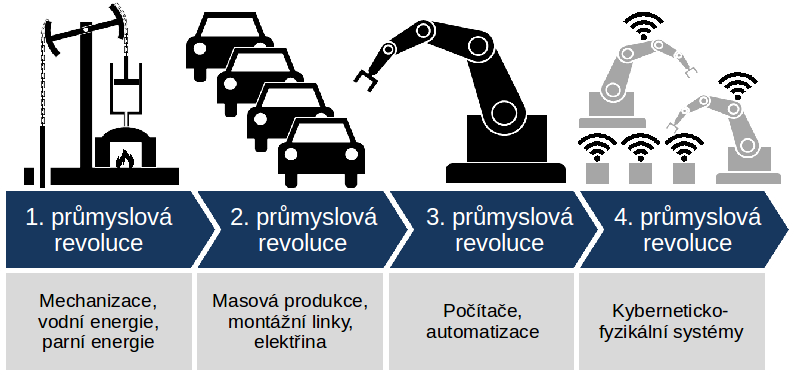
Diagram znázorňující další fáze průmyslové revoluce

Průmyslová revoluce byla postupná změna v období od 18. do 19. století, kdy se zásadně proměnilo zemědělství, výroba, těžba, doprava a další hospodářské sektory. Do té doby hospodářství dominovalo zemědělství.
Ve výrobním procesu docházelo k přechodu od ruční výroby v manufakturách k tovární a strojní velkovýrobě za pomoci nových zdrojů energie (tehdy především uhlí), tím docházelo k vzrůstající dělbě práce a specializaci (dále industrializace). Klíčovou roli sehrál též parní stroj, nová výroba železa, a vývoj obráběcích strojů zejména pro textilní průmysl, který byl na čele technologických a organizačních změn. Průmyslová revoluce také vedla k nebývalému růstu populace, masivní urbanizaci a vzniku nových velkých měst, nejprve v Evropě a poté v dalších regionech, protože nové příležitosti přivedly obrovské množství migrantů z venkovských komunit do městských oblastí. 
Došlo také k zásadním společenským, kulturním a politickým změnám ve většině států světa. Tento proces započal ve Velké Británii a poté pokračoval v dalších zemích Západu, nástup průmyslové revoluce v Rusku probíhá až koncem 19. století. V tomto procesu hrály významnou roli nové vědecké a technologické objevy. Dopad průmyslové revoluce na společnost byl velice rozsáhlý. Historikové se shodují, že jde o jedno z nejdůležitějších období lidských dějin vůbec. Její význam je srovnatelný s neolitickou revolucí. Hrubý domácí produkt na obyvatele byl před průmyslovou revolucí zhruba stabilní, průmyslová revoluce zahájila éru globálního ekonomického růstu (0,3 procenta ročně v 18. století, 1 procento v 19. století, 2,4 procenta v prvních 60 letech 20. století). Na konci tohoto období došlo k zlepšení životní úrovně ve státech, kde industrializace proběhla. 
Po roce 1870 došlo k vlně inovací, které se někdy říká druhá průmyslová revoluce (elektrifikace, montážní linka, nové komunikační prostředky). S nástupem počítačů, počítačových sítí a digitalizace došlo podle některých ke třetí průmyslové revoluci. Eventuální čtvrtá bývá spojována s robotizací a plnou automatizací práce (viz též průmysl 4.0).

## Manufakturní období rozvoje průmyslu

Průmyslová revoluce začala ±40 let kolem roku 1800 a pak spotřeba energie prudce roste spolu s rostoucí populací

HDP na obyvatele začalo po celém světě růst i přes růst populace

Cechovní řemeslo bylo v období raného kapitalismu oslabeno historickými středověkými omezeními a nestačilo krýt rostoucí poptávku. Šířily se nové formy výroby. Nejprogresivnějšími se staly centralizované manufaktury. Na svou dobu se jednalo o poměrně velké podniky, buďto dřívější, ale rozšířené manufaktury, nebo nově založené.
Podmínky v manufakturách umožňovaly vyšší stupeň dělby práce. Dalším zjednodušením pracovních procesů vznikly podmínky pro zavádění různých strojů, které umožňovaly zaměstnávat málo kvalifikované dělníky. Dříve zvládnutí středověkého řemesla vyžadovalo mnohaletou průpravu, nyní stačilo krátké zaškolení, což umožnilo i zaměstnávání žen a dětí. Původní vztah cech – mistr – tovaryš byl překonán a vznikaly nové kapitalistické vztahy na bázi podnikatel – námezdní dělník.
Manufakturní výroba se začala rozvíjet ve velkém měřítku v 15. a 16. stol. v severní Itálii, ve Flandrech, největší rozmach dosáhla v 17. a 18. stol. v Anglii.

## Technický pokrok

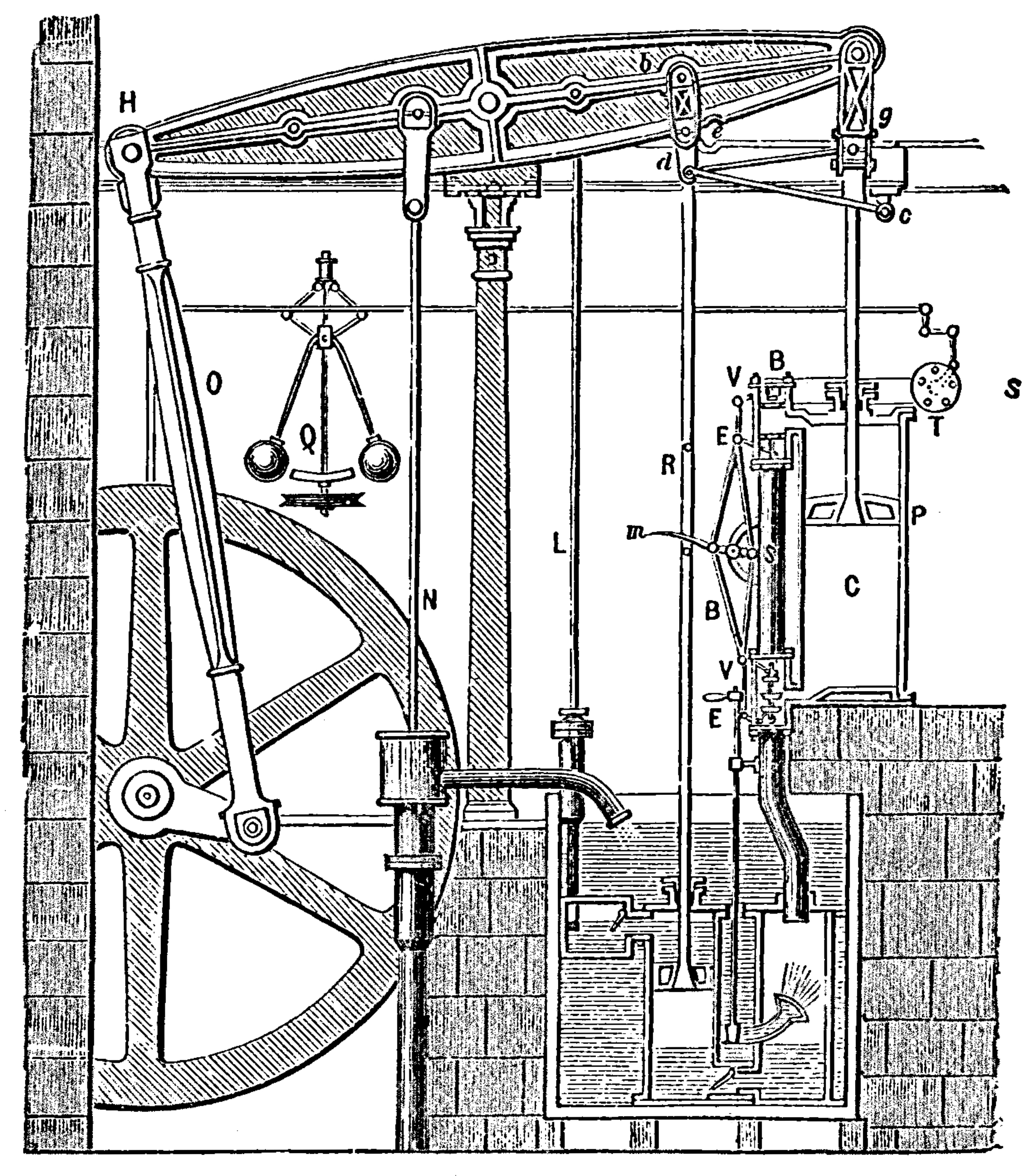
Nákres Wattova parního stroje z roku 1784

Za předzvěst průmyslové revoluce pokládal např. Karel Marx tkací stroj na stuhy se 12 vývody vynalezený v roce 1604 v Nizozemí.
Za symbol průmyslové revoluce je považován parní stroj, ale obrovský zájem byl i o stroje všeho druhu. Nové nástroje se uplatňovaly zpočátku zejména v textilní výrobě: spřádací stroje dokázaly už v době vynálezu parního stroje spřádat i sto cívek nití najednou, mechanický tkalcovský stav tkal několikrát rychleji než tkadlec a válcový potiskovací stroj, který na látku tiskl různobarevné vzorky, zastal tolik práce jako předtím několik desítek dělníků, což také vedlo ke vzniku ludditů, kteří rozbíjeli stroje. A v roce 1832 vyrobila firma Singer svůj první šlapací šicí stroj.
Na kvalitu strojů byly čím dál tím vyšší požadavky, a tak samozřejmě neustále rozvíjel i nový obor - strojírenství. Protože jsou součástky strojů vyrobené z kovu, pokrok se musel projevit i v hutnictví. Vznikly například vysoké pece, ve kterých se dosahovalo mnohem vyšších teplot a tavba železné rudy tak byla kvalitnější. Dřevo jako topivo nestačilo, používaly se uhlí a koks.
Poptávka po železné rudě a uhlí vedla k rozvoji těžebního průmyslu, a protože tyto suroviny bylo nutné do továren dopravit, muselo nutně dojít k velkým změnám v dopravě. Koně a vozy už na všechno opravdu nestačily. Po roce 1800 byla vynalezena parní lokomotiva, za jejíhož tvůrce je považován Angličan Richard Trevithick, a přibližně ve stejné době sestrojil Američan Robert Fulton první parní loď. Ve 30. letech 19. století už bylo možné díky telegrafu posílat zprávy na dálku.

## Revoluční změny v hospodářství

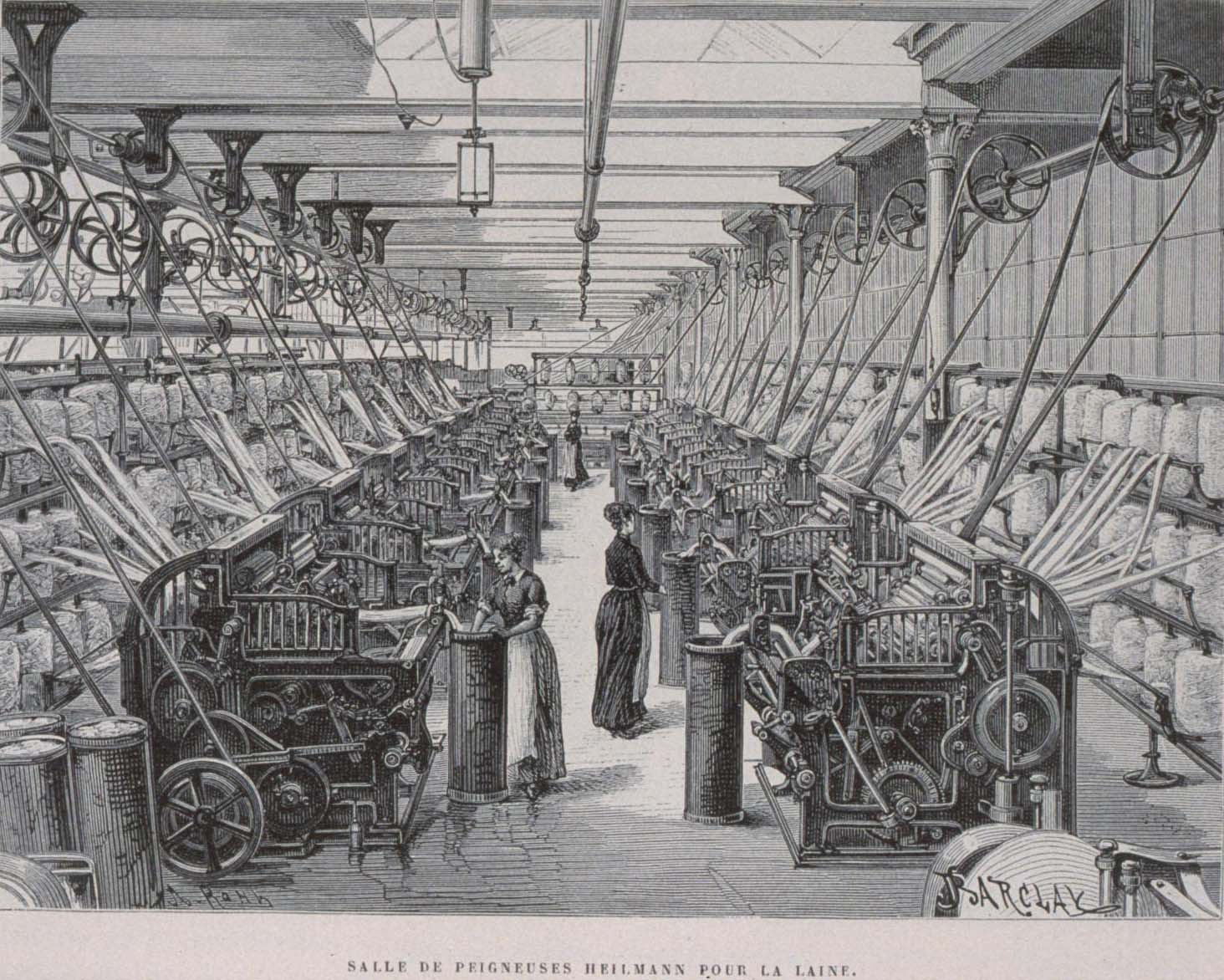
Hala na česání vlny v roce 1889

Koncem 18. stol. se uzavřelo období relativně pomalého vývoje lidstva, které bývá někdy nazýváno jako první vlna civilizace. Byla to zemědělská civilizace s převážně naturálním charakterem v hospodářství. V 16. a 17. stol. vznikají v západní Evropě prvky další civilizační vlny označované jako industriální epocha civilizace. Byl to výsledek růstu produktivity práce, dělby práce, pokroku v zemědělské a manufakturní výrobě, rozvoje obchodu i plavby a pokroku v různých vědních oborech.
Průmyslová revoluce si vynutila změny v dopravě, protože dřívější formy přepravy již nedokázaly uspokojit nové nároky výroby a trhu. Parní stroj umožňoval lepší pohon pro lodní dopravu a umožnil železniční přepravu.
Výrazně došlo k ovlivnění zemědělské produkce i díky zámořským objevům. Převážně obilnářská produkce se rozšířila o nové efektivnější plodiny – brambory, cukrovka, luštěniny atd. Zdokonaleny byly technologie v živočišné i rostlinné výrobě. Docházelo k zvýšení hektarových výnosů i užitkovosti hospodářských zvířat. Místně docházelo k přechodu od trojpolního systému k střídavému systému obdělávání půdy a šířily se nové zemědělské stroje.
Demografická revoluce přinesla nebývalé populační přírůstky vytvořením podmínek pro odlišný demografický model s nižší natalitou, ale delší dobou dožití. Došlo tak vlivem zlepšení výživy, snadnější přepravy potravin, nových hygienických návyků a dokonalejší zdravotní péči. Od padesátých let 19. stol. se dále zvyšovaly přírůstky obyvatelstva. Významně k nim přispívalo snížení kojenecké a dětské úmrtnosti. Tím se dále prodloužila střední délka života. Na počátku 19. stol. se tento ukazatel pohyboval mezi 35 a 40 lety (v antickém Řecku o málo méně), ale koncem 19. stol. ve vyspělejších částech Evropy vzrostl na 50 let. V Předlitavsku se tento ukazatel pohyboval na 42 letech, v Rusku na 31 letech. V roce 1750 měla Evropa na 140 milionů obyvatel, v roce 1850 to pak bylo 266 mil a v roce 1913 468 milionů obyvatel. Nicméně právě genetická selekce k málopočetným rodinám nakonec umožnila rozvoj industrializace. Revoluce ale přinesla i negativní psychologické jevy.
Do výrobního procesu byly zaváděny nové stroje. Strojní soustava se skládala ze tří částí: hnací stroj, převod (transmise), pracovní stroj (ten bezprostředně působil na pracovní předmět). První stroje byly z velké části ze dřeva, ale postupně se začalo prosazovat železo. Kvalita železa se začala zvyšovat díky zavádění koksu v železárnách a díky dalším změnám ve výrobním procesu. Aplikací nových vynálezů (válcovací stolice, fréza, vrtačka kovů, zdokonalený soustruh, atd.) vznikly podmínky pro strojní zpracování železa i pro výrobu strojů stroji. Vznikl tak nový obor – strojírenství. To výrazně urychlilo proces industrializace.

## Dětská práce

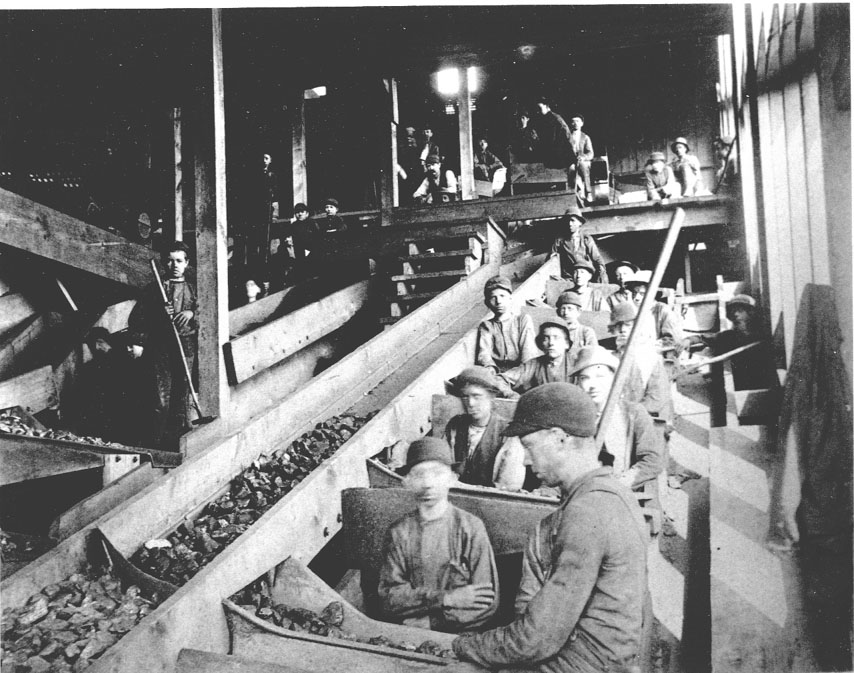
Děti pracující v továrně na zpracování uhlí ve Spojených státech v 80. letech 19. století

Na konci 18. století tvořily děti v anglických textilních továrnách až 2/3 pracovníků. V Británii byla v 19. století dětská práce v továrnách a dolech postupně omezována zákony (factory acts). Od roku 1819 bylo zakázáno zaměstnávat v mlýnech na bavlnu děti mladší 9 let a děti ve věku 9–16 let směly pracovat maximálně 12 hodin denně. Zákonem z roku 1833 (Factory Act of 1833) byla omezena pracovní doba dětí ve věku 9–13 let na max. 9 hodin denně a děti ve věku 13–18 let mohly pracovat v továrnách maximálně 12 hodin denně.
V roce 1842 byla v Británii dětem mladším než 10 let a ženám zakázána práce v podzemních dolech. V roce 1900 bylo zakázáno zaměstnávat v hlubinných dolech chlapce mladší než 13 let (Mines Act 1900), což se týkalo asi 3000 dětí.
V Rakousku-Uhersku byla práce v továrnách pro děti mladší než 12 let omezena zákonem z roku 1885. Československo přijalo zákon o zákazu dětské práce pro děti mladší 12 let v roce 1919.